# Netýkavka
Netýkavka (Impatiens) je velmi rozsáhlý rod tvořený asi 1000 vzhledově podobnými druhy jednoletých i vytrvalých rostlin. Původ rodu je situován do tropických a subtropických oblastí Asie a Afriky, odkud se mimo Austrálii a Jižní Ameriku rozšířil po celé zeměkouli. Nejpestřejší „sortiment“ druhů se nachází v tropech.
V přírodě České republiky se vyskytuje šest druhů rodu netýkavka:
- netýkavka Balfourova (Impatiens balfourii Hook. f.)
- netýkavka balzamína (Impatiens balsamina L.)
- netýkavka drsná (Impatiens scabrida DC.)
- netýkavka malokvětá (Impatiens parviflora DC.)
- netýkavka nedůtklivá (Impatiens noli-tangere L.)
- netýkavka žláznatá (Impatiens glandulifera Royle)

Z nich je pouze jediná, netýkavka nedůtklivá, původní druh. Ostatní jsou neofyty a dvě z nich, netýkavka malokvětá a netýkavka žláznatá, jsou invazní druhy šířící se nejen českou krajinou. V evropské přírodě rostou obdobné druhy jako v české a všechny, vyjma netýkavky nedůtklivé, jsou také nepůvodní.

## Popis
Netýkavky nesnášejí chlad, a proto některé druhy, které rostou ve středoevropských podmínkách jako jednoletky, jsou v tropech trvalky. Mají dužnatou a v uzlinách zhrubnutou lodyhu, která je obvykle lysá a má schopnost ze spodních uzlin vypouštět kořínky. Listy jsou jednoduché, nejčastěji řapíkaté, bez palistů, vyrůstají střídavě nebo řidčeji v přeslenech a odspodu lodyhy obvykle brzy opadávají. Jejich čepele mají kopinatý tvar a pilovitý okraj se zuby, v nichž často bývají ukončeny žilky zpeřené žilnatiny.
V úžlabí listů vyrůstají na stopkách oboupohlavné, souměrné květy jednotlivě nebo vytvářející málo početná květenství, hrozen nebo lichookolík. Protandrický květ, pootočený na stopce o 180°, má tři, řidčeji pět kališních plátků. Největší plátek nacházející se vespod je velmi často zakončen ostruhou usnadňující přístup k nektaru. Korunních plátků je pět, největší horní je vypouklý nebo plochý, postranní jsou někdy volné, jindy jsou srostlé v párech a koruna vypadá jako tříplátečná. V květu je pět jednobratrých, brzy opadavých tyčinek střídající korunní plátky. Nedlouhé nitky s přívěsky jsou srostlé do prstence okolo horního, čtyř nebo pětidílného semeníku nesoucího bliznu na kratičké čnělce nebo přisedlou. Synkarpní gyneceum je tvořeno čtyřmi nebo pěti plodolisty. Prašníky obvykle opadají před uzráním blizen a tyto mohou být opyleny jen pylem z cizího květu doneseným létajícím hmyzem nebo medosavými ptáky.

## Rozmnožování

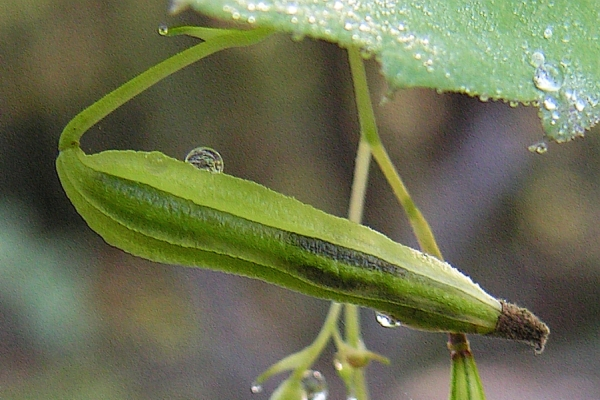
Tobolka netýkavky nedůtklivé

Plodem je čtyř- nebo pětidílná pukavá tobolka se středním sloupkem a ojediněle i nepukavá bobule. Tobolka se otvírá čtyřmi nebo pěti chlopněmi, které se od středního sloupku odtrhují a rychle svinují, vymršťují tak semena i na několik metrů od rostliny. U zralých tobolek často bývá podnětem k puknutí dotek nebo zatřesení. Semena jsou kulovitá, mají hladké oplodí a nemají endosperm, na větší vzdálenosti je nejčastěji rozšiřují zvířata nebo jsou odplavována vodou. Netýkavky se rozmnožují hlavně semeny, některé druhy jich vyprodukují i několik tisíc. V zahradnických podnicích se mohou množit i lodyžními řízky.

## Zástupci
- netýkavka Balfourova (Impatiens balfourii)
- netýkavka balzamína (Impatiens balsamina) - balzamínka
- netýkavka konžská (Impatiens niamniamnensis)
- netýkavka malokvětá (Impatiens parviflora)
- netýkavka nedůtklivá (Impatiens noli-tangere)
- netýkavka turecká (Impatiens walleriana) - sultánka
- netýkavka žláznatá (Impatiens glandulifera)

## Význam
V rozsáhlém rodu s téměř tisícovkou druhů se nacházejí rostliny jak vědomě pěstované, tak i planě rostoucí a také přímo škodící. Některé druhy, např. netýkavka balzamína, byly do Evropy již před staletími dovezeny a pěstovány jako nenáročné a velmi zdobné zahradní květiny. Květy netýkavek bývají zbarveny červeně, rumělkově, karmínově, růžově, bíle, fialově nebo jsou namodralé. Byly vyšlechtěny i kultivary plnokvěté, s dvoubarevnými květy nebo s květy, které svou barvu postupně mění.
Některé druhy, přestože občas zplaňují a vysemeňují se do volné přírody, nepůsobí v Evropě potíže, ale např. v Tichomoří se díky vhodnému klimatu stávají invazními druhy, např. netýkavka balzamína. V Evropě se naopak asijské druhy, netýkavka malokvětá a netýkavka žláznatá (dovezené původně také jako okrasné květiny), staly velmi nežádoucími invazními rostlinami a obsazují velké plochy s vlhkou, výživnou, občas narušovanou půdou a potlačují tuzemskou flóru. Mnohé druhy obsahují v listech i kořenech alelopatické látky, o kterých se předpokládá, že potlačují klíčivost semen ostatních rostlin.
Netýkavky dále obsahují i látky, které mají protikarcinogenní, protimikrobiální, protiplísňové, protipruritické a protizánětlivé účinky, jsou proto extrakty z některých druhů používány v tradiční medicíně. V Číně se vyrábí extrakt k léčení revmatoidní artritidy a bolesti břicha, v Americe se užívá při bodnutí hmyzem a proti popáleninám a ve Velké Británii se vyrábí z květů mast na nemoci kůže.

## Galerie

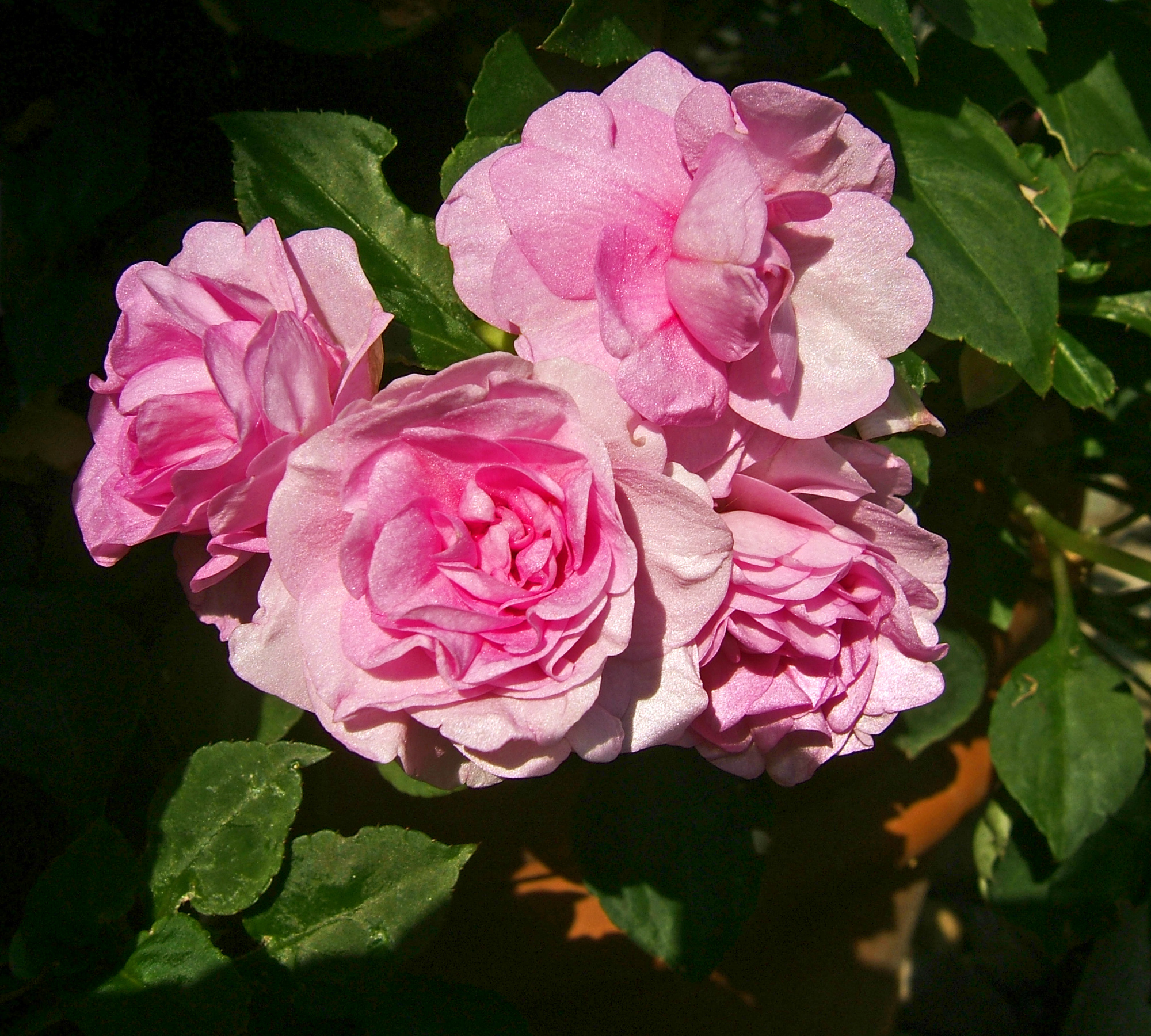
Plnokvětá rostlina
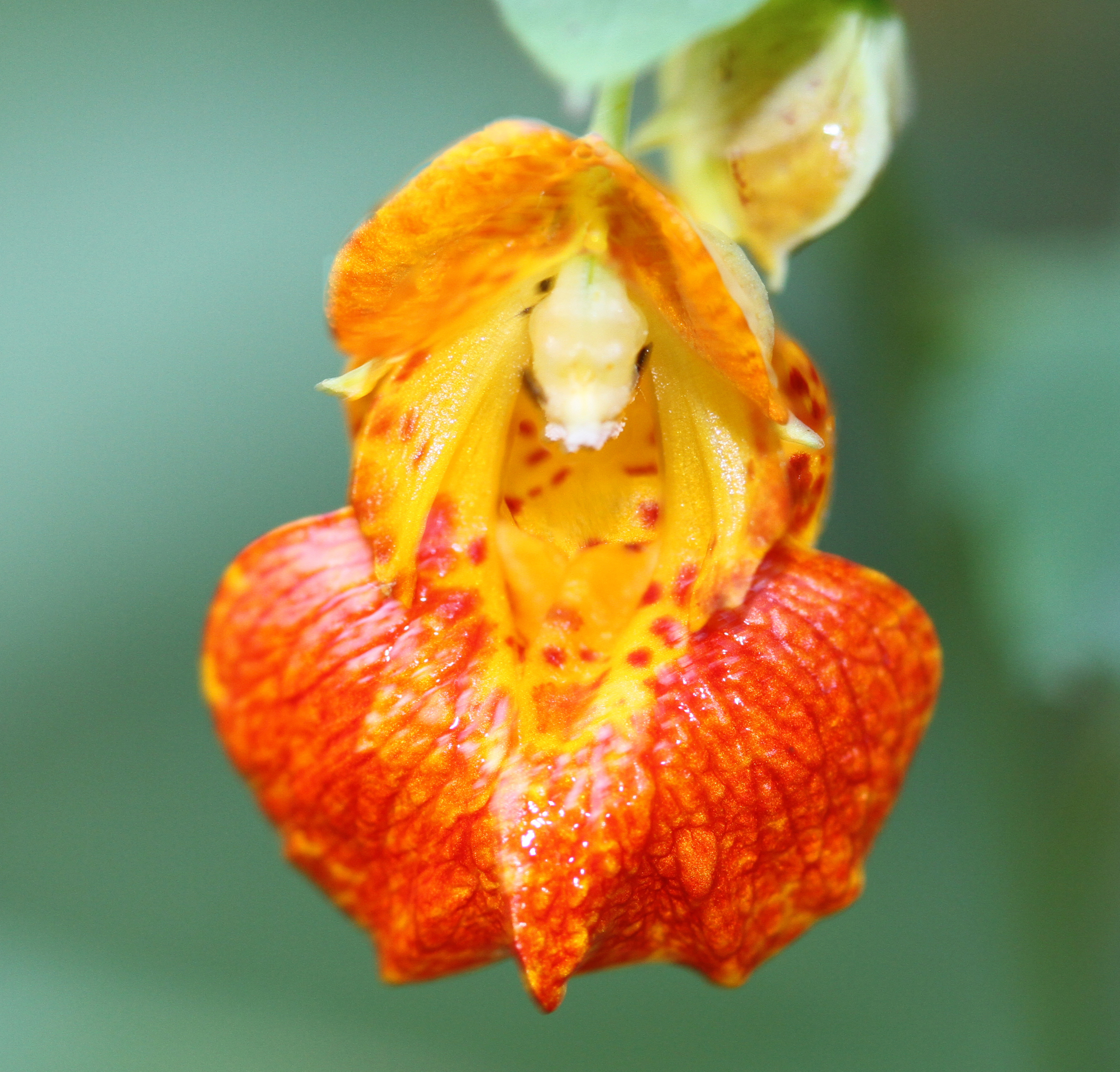
Vícebarevný květ
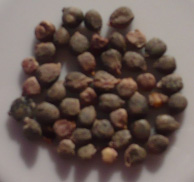
Semena